# Grynocharis
Grynocharis är ett släkte av skalbaggar som beskrevs av Thomson 1859. Grynocharis ingår i familjen flatbaggar.
Släktet innehåller bara arten Grynocharis oblonga.

## Bildgalleri

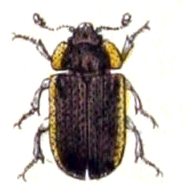